# Bythograea laubieri
Bythograea laubieri is een krabbensoort uit de familie van de Bythograeidae. De wetenschappelijke naam van de soort is voor het eerst geldig gepubliceerd in 1997 door Guinot en Segonzac.